# Fortezza Vecchia
La Fortezza Vecchia è una fortificazione che si erge a margine del Porto Mediceo di Livorno.
Essa, frutto di rimaneggiamenti e ricostruzioni nel corso dei secoli, racchiude in sé l'intera storia della città, dalle origini fino ai giorni odierni.

## Storia

### Origini

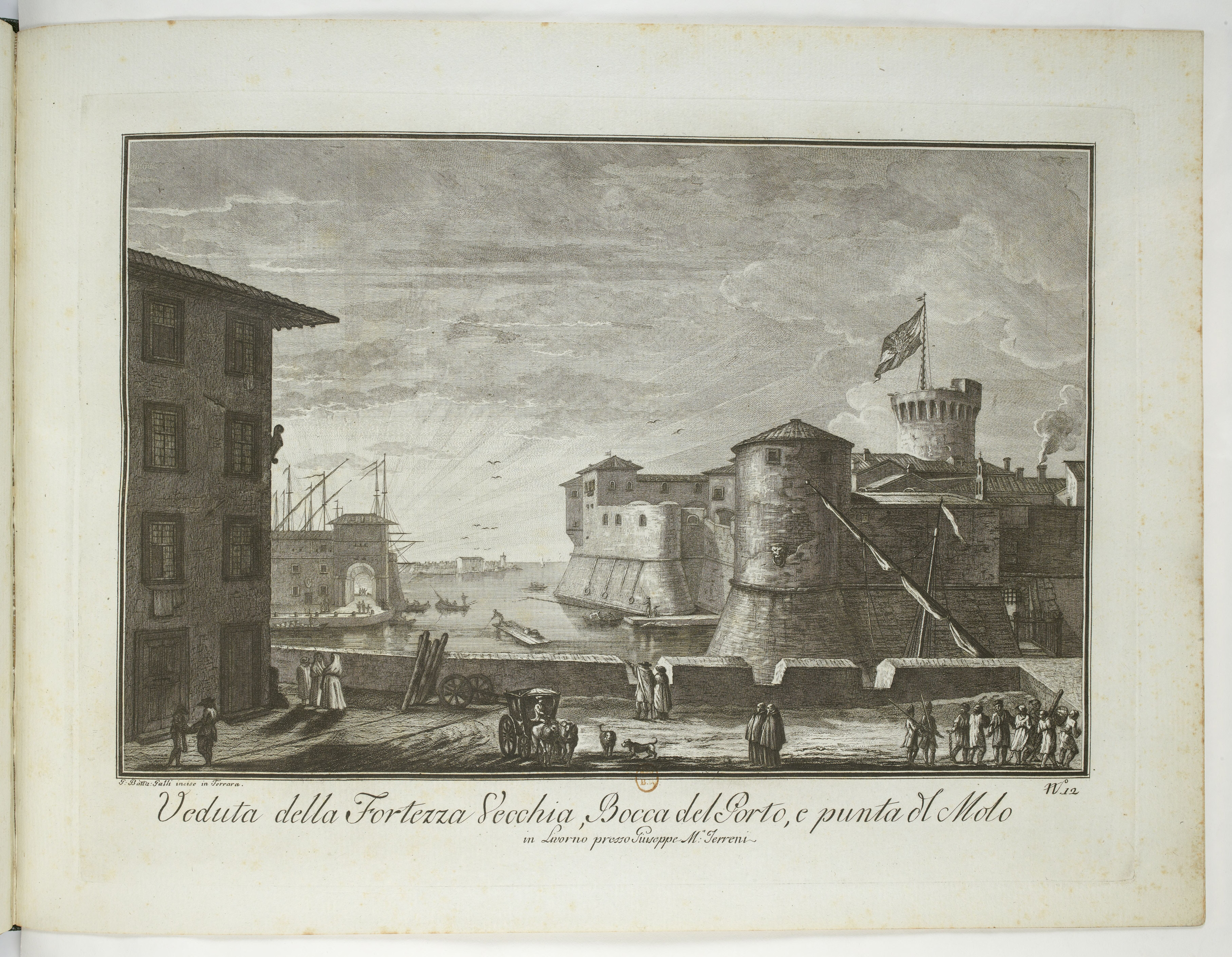
La fortezza in una incisione del 1783

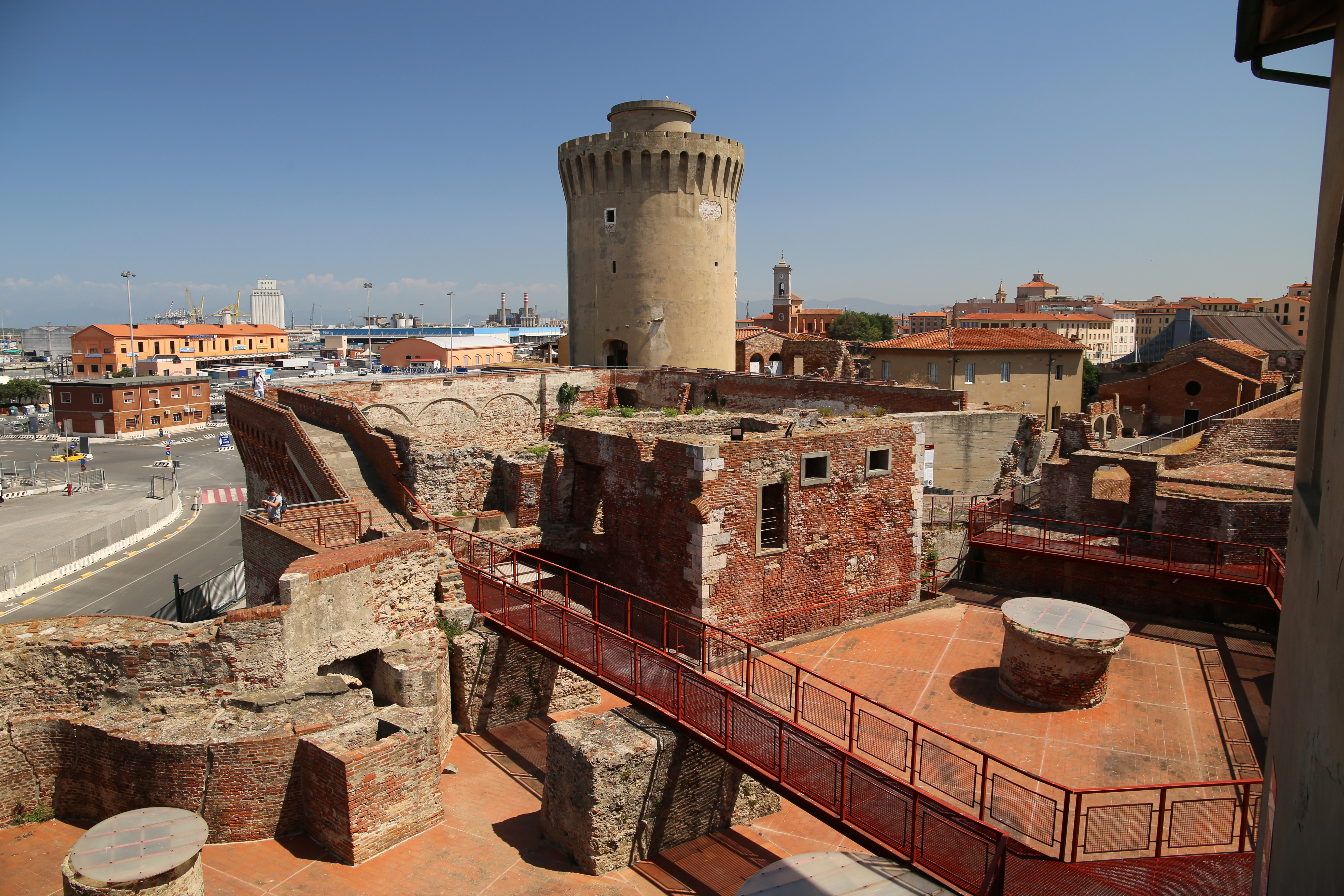
Quadratura dei Pisani, resti della torre quadrata e mastio di Matilde

Sin da epoche remote la zona della Fortezza Vecchia fu interessata da numerosi insediamenti, dei quali ancor oggi restano alcune testimonianze, quali ad esempio i resti di un abitato di capanne risalenti al passaggio tra l'Età del bronzo e l'Età del ferro, al di sopra dei quali si trova uno strato di reperti di epoca etrusca e romana.
In età medioevale il nucleo originario della fortezza era costituito da una torre quadrata posta ai margini di Porto Pisano, il grande scalo portuale che si estendeva tra Pisa e l'allora villaggio labronico. Tale manufatto, sia pure sbassato nella sua altezza è ancora visibile.
Successivamente, a breve distanza dalla prima, fu innalzata una seconda torre a pianta circolare, che la tradizione vuole costruita per volontà di Matilde di Canossa, pur senza effettivi riscontri storici.
Dopo la seconda metà del Trecento le due torri furono unite da una cinta muraria voluta dalla Repubblica di Pisa, la cosiddetta "Quadratura dei Pisani" (o "Rocca Nuova"), probabilmente in sostituzione di una precedente palizzata lignea.

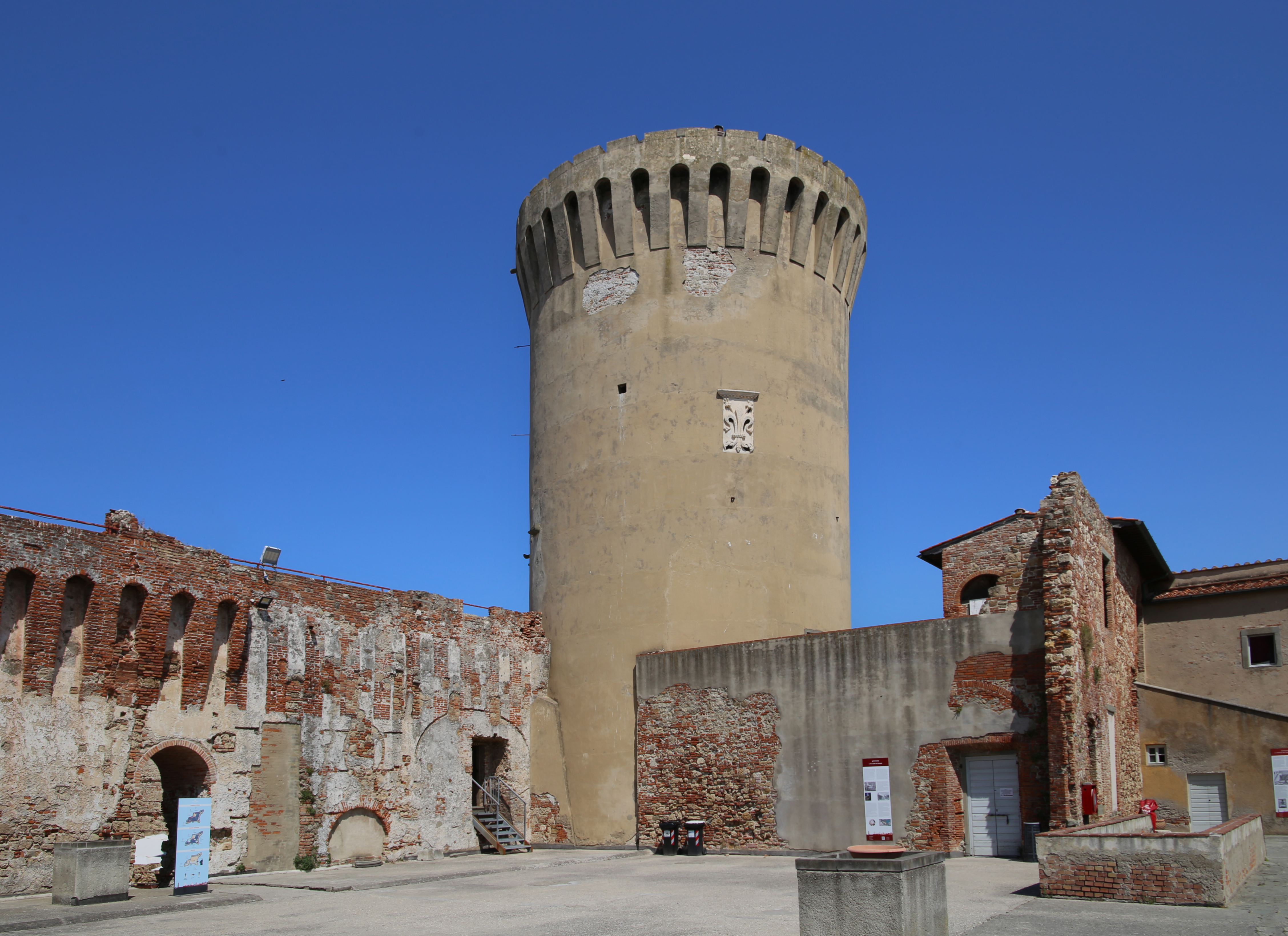
Mastio visto dall'interno della fortezza

La Quadratura dei Pisani fu eretta intorno al 1377, benché alcuni storici la facessero risalire alla costruzione delle mura di Livorno castello (1392). Fu detta, appunto, anche "Rocca Nuova" per distinguerla dalla "Rocca Vecchia", una fortificazione quadrata non distante dall'attuale Fortezza Vecchia, nell'area in cui ora sorge il Monumento dei Quattro mori. Secondo alcuni fu costruita dai pisani Puccio di Landuccio e Francesco di Giovanni Giordani. Con il "Mastio di Matilde" adiacente aveva funzione di cittadella sul mare a difesa dell'ingresso meridionale di quanto restava dell'insabbiato Porto Pisano e della limitrofa cala labronica (Pamiglione). Era quindi la sede della guarnigione del porto, venendo successivamente inglobata nella Fortezza Vecchia.
La Quadratura era costituita da una fortificazione di forma quasi quadrata, misurando i suoi lati circa metri 25x25x28x18 e composta da una serie di alloggi e locali ad uso di magazzini ed aveva un livello medio sul mare di circa 4,80 metri. Le mura in mattoni, come si vedono ancora oggi, erano merlate con i camminamenti della ronda in giro.
Nel 1405, quando Livorno passò sotto il potere della Repubblica di Genova, vi furono costruiti tre fortini sui tre lati del mare per alloggiarvi le bombarde ed altre bocche da fuoco su tutti i lati; inoltre, le mura sul lato di terra vennero rastremate e rinforzate all'esterno con scarpate per sostenere il fuoco nemico, mentre la merlatura fu sostituita da merloni stondati, tagliati nel parapetto, più adatti a deviare i colpi delle bombarde e spingarde. Attualmente costituisce l'avancorpo aggettante verso il mare su cui s'innesta il bastione della Canaviglia alla Bocca della Darsena. Vi si accede dall'ingresso attualmente usato per le visite turistiche.

### La fortezza

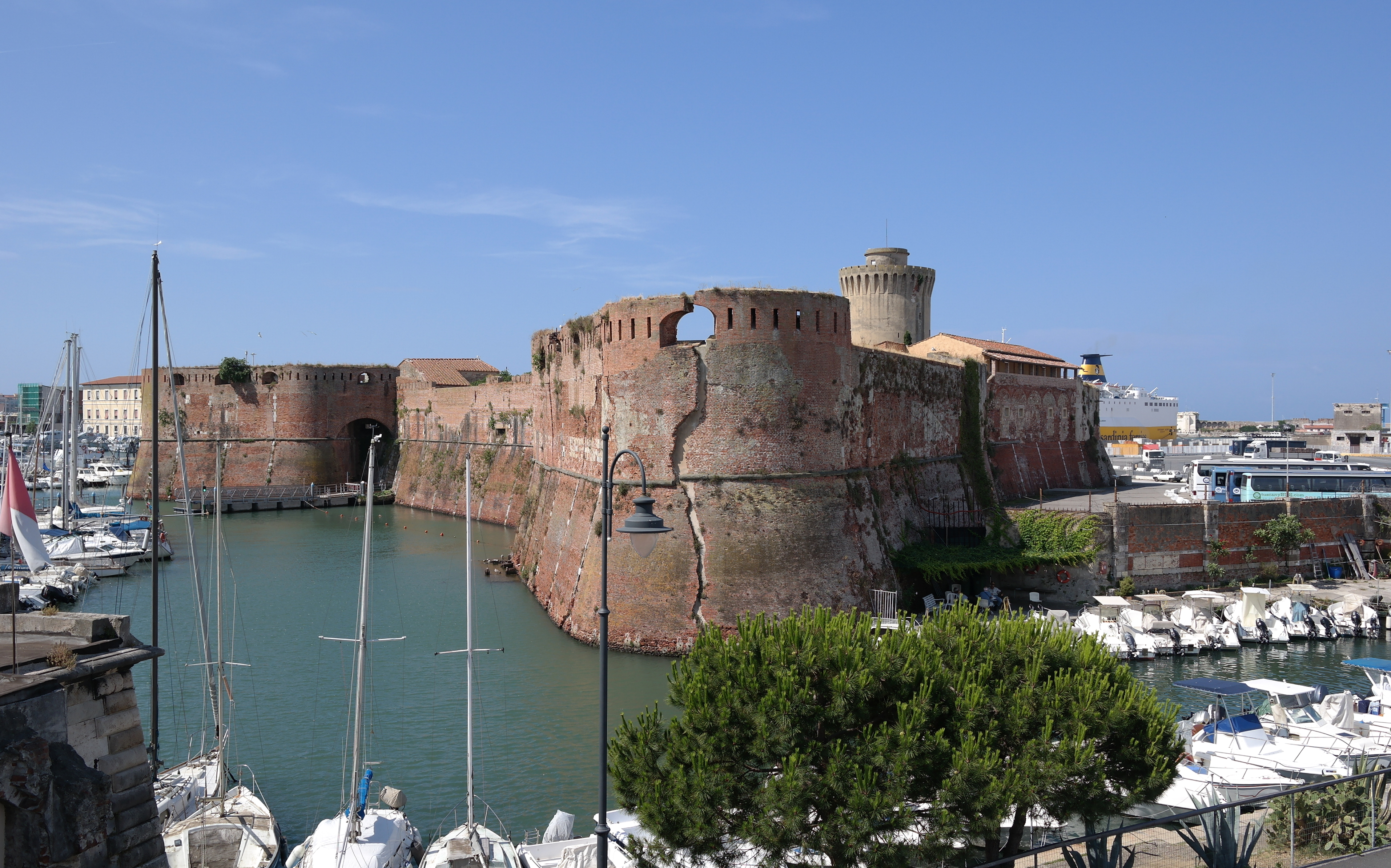
Il bastione della Capitana e il Mastio di Matilde

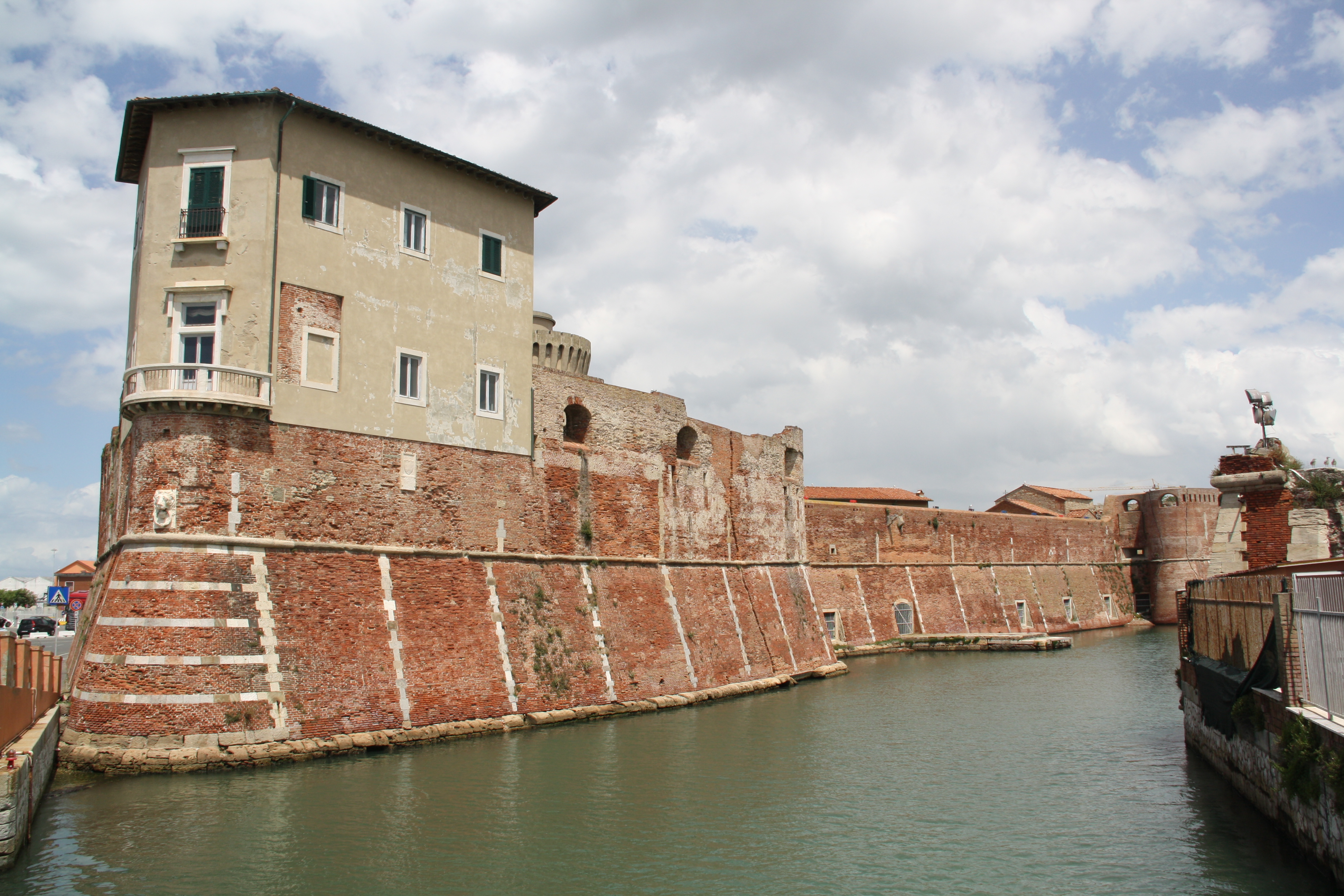
Bastione della Canaviglia

La fortezza vera e propria risale al XVI secolo, quando i Medici, divenuti padroni del castello di Livorno, avviarono un'importante trasformazione delle strutture preesistenti.
I lavori iniziarono nel 1519 su progetto di Antonio da Sangallo il Vecchio e si conclusero nel 1534, sotto il duca Alessandro de' Medici, come riportato in una lastra commemorativa ancora conservata sulle mura dello stesso fortilizio (Alex. Med. Dux Flor. Anno D. 1534, die prima Aprilis W. Semper).
Pochi anni dopo, il granduca Cosimo I de' Medici volle realizzarvi un palazzo per farne la propria residenza durante le sue frequenti visite alla città; l'edificio, completato intorno al 1546, sorgeva al di sopra della "Quadratura dei Pisani" e dominava per la sua imponenza il profilo della fortezza. Lo stesso granduca volle edificare, all'esterno della fortificazione, una residenza per il suo seguito (attuale Palazzo Mediceo).
Il suo successore, Francesco I, innalzò invece una palazzina rivolta verso il mare e, sul lato opposto, una piccola cappella dedicata a san Francesco, dove nel 1606 si svolsero le solenni cerimonie per l'elevazione di Livorno al rango di città.
Con la fine della dinastia medicea e il passaggio del Granducato di Toscana ai Lorena, la Fortezza Vecchia divenne sede di una caserma militare (1769) per nobili, al fine di formarli ufficiali dell'esercito toscano. Successivamente diviene l'alloggio degli ultimi schiavi e "bonavoglie" liberati dopo la soppressione del Bagno penale.
Durante l'occupazione napoleonica, i bastioni furono sopraelevati con un alto muro di coronamento con feritoie per fucileria e l'apertura di numerose e caratteristiche bocche per i cannoni. Nello stesso periodo sulla sommità del Mastio fu posto un telegrafo visivo.
Parzialmente adibita a prigione (vi sarà recluso per breve tempo anche Francesco Domenico Guerrazzi) e inglobata successivamente nell'area doganale del porto, la fortezza, negli anni che vanno dalla metà dell'Ottocento ai primi decenni del Novecento, subì numerose modifiche con l'apertura di nuovi varchi interni ed esterni alla cortina muraria.
La seconda guerra mondiale causò danni ingentissimi, distruggendo quasi completamente il Palazzo di Cosimo e la maggior parte degli edifici presenti sugli spalti, ad esclusione del possente Mastio di Matilde.
A partire dagli anni settanta è stato avviato un impegnativo programma di restauro, che ha riconsegnato gran parte della complesso alla cittadinanza.

## Descrizione

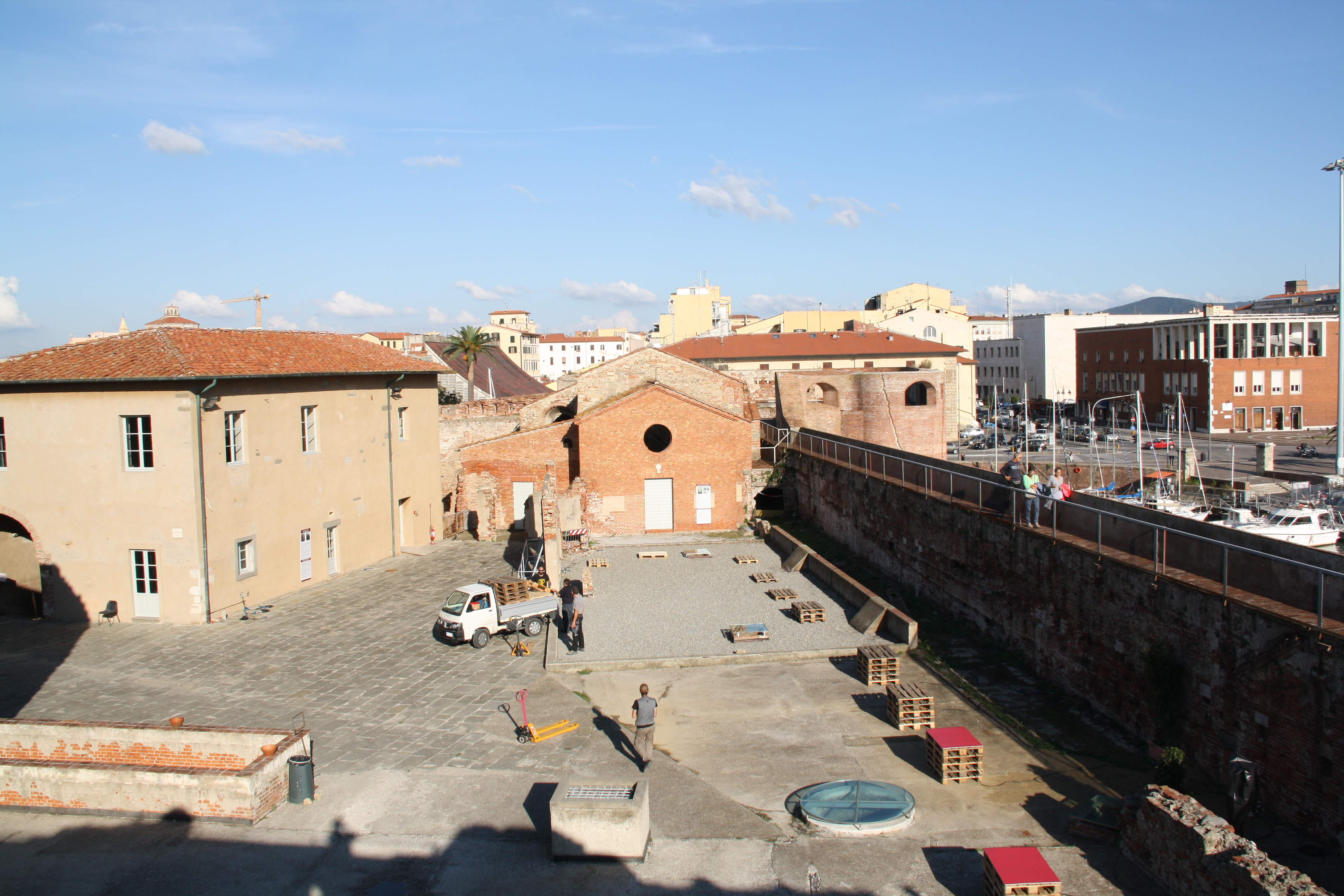
Piattaforma centrale e chiesa di San Francesco

La Fortezza Vecchia presenta una forma asimmetrica ed è costituita da tre bastioni (l'Ampolletta rivolto verso la città, la Canaviglia verso il porto e la Capitana verso nord est), sebbene inizialmente ne fosse previsto anche un quarto rivolto a nord ovest, verso il mare aperto. I bastioni che, come le cortine murarie, sono rivestiti in mattoni hanno la caratteristica forma "a cuore" sperimentata dai fratelli Sangallo. Sugli angoli dei bastioni della Canaviglia e dell'Ampolletta, ora sostituiti da copie in marmo, erano apposti due grossi mascheroni in bronzo in forma di teste leonine (attualmente esposti nell'ingresso del Palazzo Granducale), opera di Pietro Tacca ed allievi, alle cui campanelle venivano ormeggiate le galee capitane dei cavalieri di Santo Stefano.
In origine si accedeva al complesso fortificato solo via mare, grazia anche allo scavo di un canale tra il 1522 e il 1523 in modo da isolarlo completamente. Una piccola chiatta, trainata da una fune tesa tra la fortezza e l'antico scalo, ancora esistente della scomparsa Piazza S. Trinita, conduceva all'ingresso est, in adiacenza all'orecchione del bastione dell'Ampolletta. Sbarcati al piccolo attracco, ci si trova di fronte ad un imponente portale incassato nella scarpata muraria. Il suo arco è ornato da pietre di Vada tagliate a cuneo per adeguarle alla strombatura; l'ingresso è chiamato "Porta del Duca". Sopra al portone un'iscrizione marmorea con stemma mediceo riporta il motto del duca Alessandro: "Sotto una fede et legge un Signor solo". Oltre il robusto portone si apre una galleria coperta con una caditoia centrale al soffitto ed una saracinesca in ferro per la difesa. Vi si trovava il posto di guardia e immediatamente dopo il "Cortile d'Arme" a pianta quadrata.

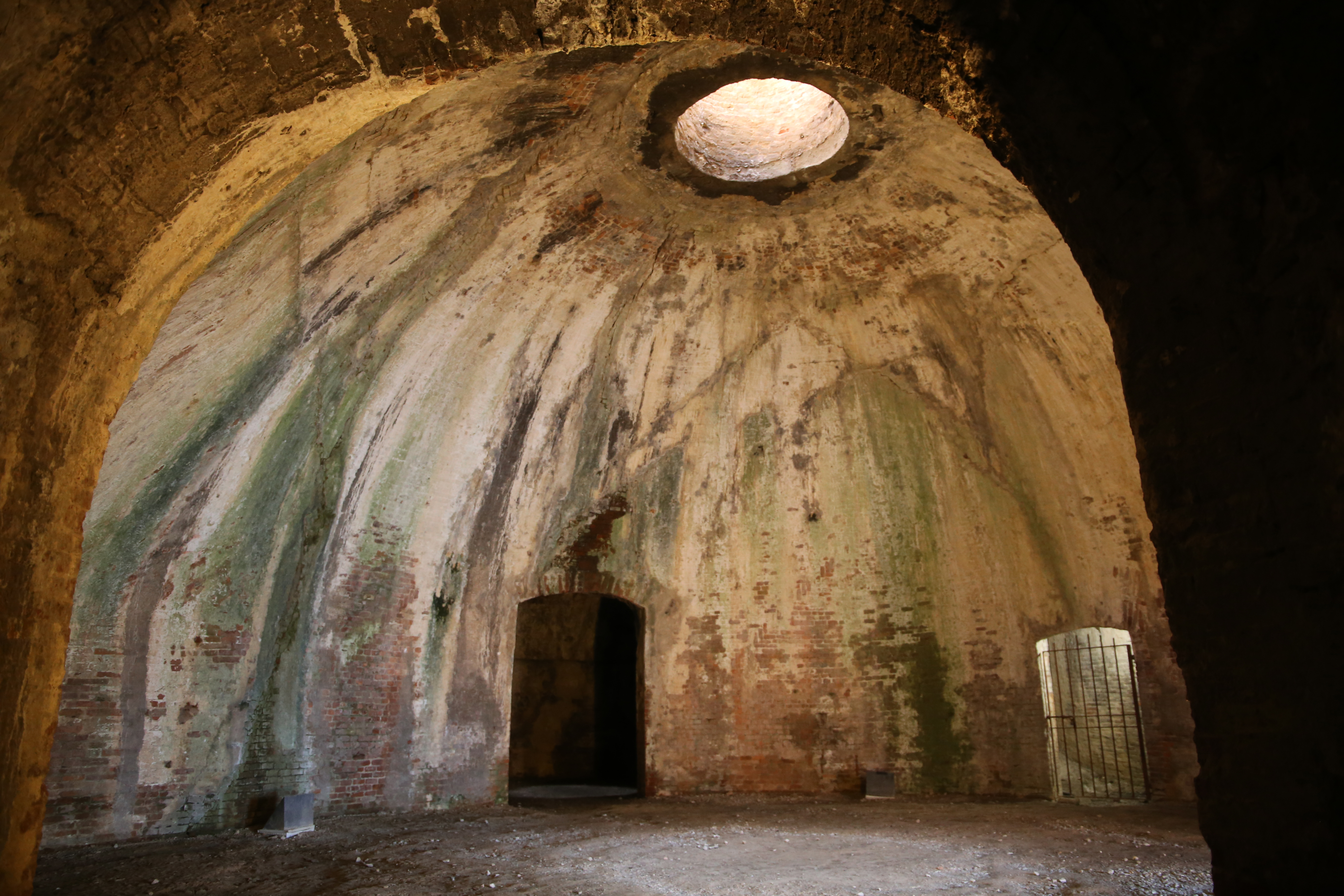
Interno del bastione dell'Ampolletta

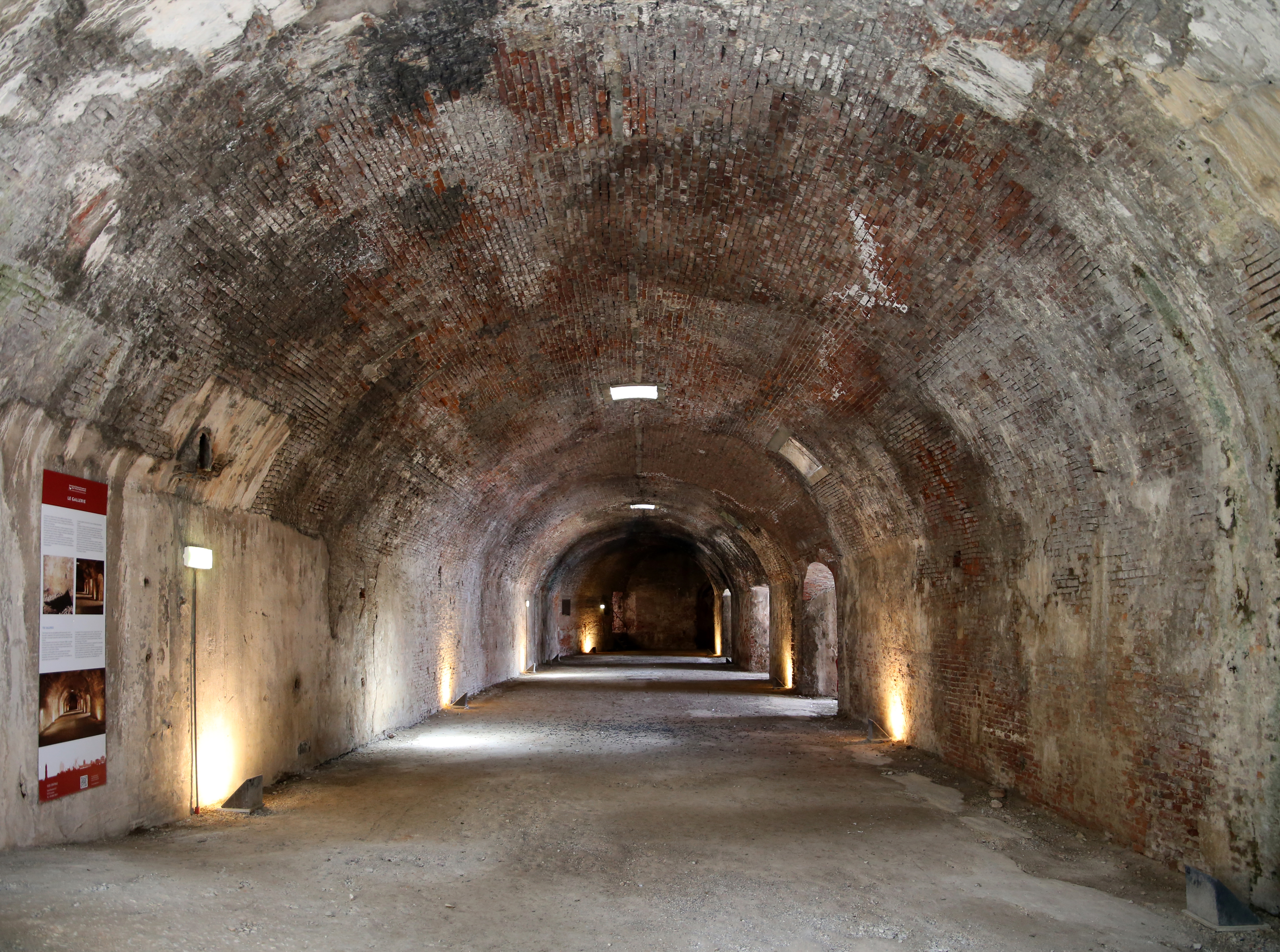
La galleria cannoniera

Infatti, oltre questo ingresso, rivolto verso la città, sono identificabili ancora oggi i resti del cortile di guardia porticato, composto da pilastri ottagonali e archi a tutto sesto. Da qui una rampa, ad uso dei cavalli e carriaggi, fiancheggiata da scalini per i pedoni, conduce al piano superiore della fortezza, dominato dal Mastio di Matilde, dal Palazzo di Francesco I e da altri edifici minori, compresa la chiesa di San Francesco. Quest'ultima, un tempo inglobata all'interno di una costruzione più grande, è attualmente preceduta da una incongrua facciata realizzata a seguito delle devastazioni belliche.
Sul piazzale affacciavano anche gli alloggi della guarnigione, che potevano ospitare fino a cinquemila persone, il palazzo di Cosimo I e la cisterna dell'acqua, purificata con un ingegnoso sistema di filtraggio naturale.
Da questo livello, un'altra rampa porta poi alla galleria inferiore che si apre lungo le mura prospicienti la Darsena Vecchia e che collega tra loro i bastioni dell'Ampolletta e della Canaviglia; una seconda galleria parte invece dalla Canaviglia e si insinua fino alla Quadratura dei Pisani, mentre un terzo passaggio si sviluppa sul lato settentrionale del forte.
Esse, oltre ad essere utilizzate per la distribuzione e il deposito delle attrezzature, servivano per il controllo dei danni subiti durante i conflitti a fuoco.
Caratteristico inoltre è il Bastione della Capitana, al cui interno si trovava una polveriera che esplose durante l'ultima guerra mondiale, causando una traslazione verticale del bastione stesso e il crollo parziale della volta di copertura interna.
Infine, all'interno del Mastio di Matilde, sono conservati alcuni stemmi dei comandanti che hanno prestato servizio nella fortezza che in origine erano chiamati Sopracciò della Fortezza; tali stemmi sono quelli sopravvissuti alle distruzioni dei Francesi del 1799. Qui era situata anche una cappella affrescata, dove, nel maggio del 1790, si tenne una prima messa.
I danni riportati nell'ultimo conflitto bellico hanno cancellato gran parte delle costruzioni presenti all'interno, ma hanno lasciato sostanzialmente intatta la cortina muraria cinquecentesca.
Per migliorare l'accessibilità dell'interno, i restauratori hanno installato una caratteristica passerella metallica, che copre l'intero perimetro del fortilizio, permettendo una suggestiva vista dall'alto anche della "Quadratura dei Pisani" e della annessa torre quadrata.

## Curiosità

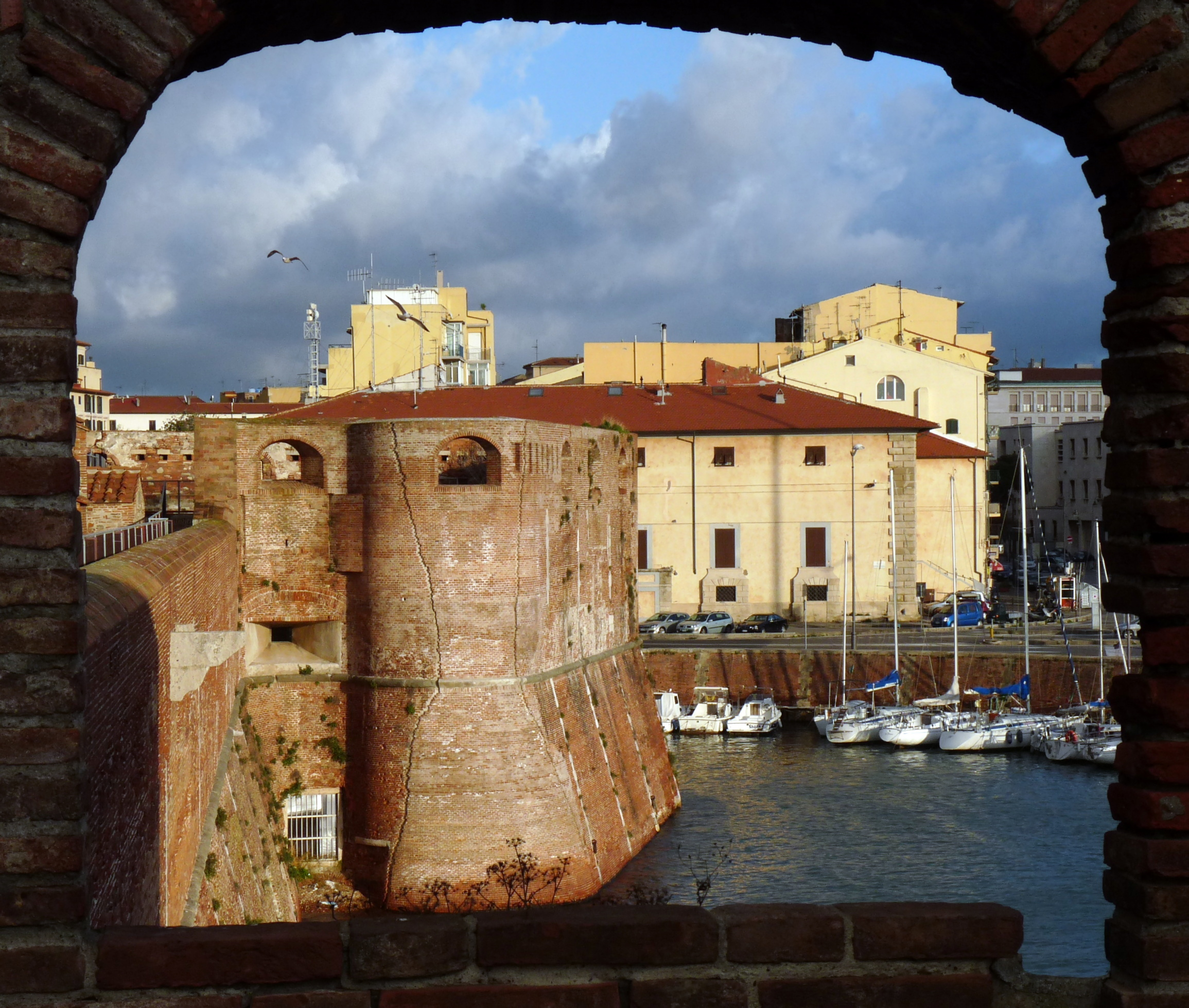
Il Palazzo Mediceo visto dal bastione della Canaviglia

Una tradizione locale, riportata da Giuseppe Vivoli nei suoi "Annali" della città, racconta che all'interno della fortezza si trovasse un'antichissima iscrizione che diceva: "Io Coscetto da Colle fui il primo a salire sulle mura di Gerusalemme", alludendo alla prima Crociata in Terrasanta. Tale racconto è storicamente infondato, poiché se tale targa venisse reperita sarebbe in assoluto la prima iscrizione conosciuta in italiano volgare e, poiché al tempo delle Crociate la fortezza non era ancora costruita, si sarebbe, caso mai, trovata originariamente nell'antica torre quadrata, inglobata nella Quadratura dei Pisani.
I comandanti della fortezza erano tenuti anche al controllo del porto antistante e ad osservare il rigido protocollo delle precedenze dei saluti di artiglieria in occasione di visite di sovrani o personalità politiche che giungevano in città via mare. Ad esempio, per i papi, o imperatori si dovevano sparare 60 "masti" e tutta l'artiglieria a palla, per le imperatrici, re e regine si salutava con 40 masti e tutta l'artiglieria, per gli alti prelati della Chiesa, i principi imperiali o reali, gli elettori dell'impero ed altri sovrani un saluto di 30 masti e 20 salve di cannone e al momento dello sbarco a terra di nuovo 20 masti e 14 tiri di salve, ecc.
Il 17 ottobre 1600, accolta con archi di trionfo, colpi a salve delle artiglierie e con festose acclamazioni della popolazione la principessa Maria de' Medici, uscendo dalla Porta del Soccorso della Fortezza, si imbarcava sulla galera "Capitana" sontuosamente addobbata per l'occasione e partiva per la Francia, quale nuova consorte del re Enrico IV di Borbone.